# 中野治兵衛
中野 治兵衛（治兵衞、なかの じひょうえ、1834年（天保5年4月） - 1916年（大正5年）2月14日）は、日本の政治家、衆議院議員（1期）。

## 経歴
大坂(現・大阪市)生まれ。漢籍を学ぶ。戸長、大阪府会議員となる。淀川改修工事を始め、水利、産業、公共事業に力を尽くした。
1894年9月の第4回衆議院議員総選挙において大阪4区から無所属で立候補して当選した。衆議院議員を1期務め、1898年3月の第5回衆議院議員総選挙は不出馬。1898年8月の第6回衆議院議員総選挙で立候補したが次点で落選した。1916年に死去した。